# 神経症的要求
神経症的要求（しんけいしょうてきようきゅう）は、アメリカの精神科医カレン・ホルナイが提案した概念で、神経症者のする要求を指す。日本では加藤諦三が紹介した。

## 概要
ホルナイは神経症的要求には4つの特徴があるとしている。
- 神経症者のする要求は非現実的である。

具体的な例としては、自分が病気になったら皆はすぐに見舞いにくるべきだと考え、当然のことの様に考える。他人の都合は認めない。自分が病気の時に助けてくれない人が居ると恨み不公平だと感じる。
- 自己中心性

神経症的自己中心性は特に悩みに表れる。たいていは「自分一人だけが」悩んでいると思っている。さらに自分の陥っている悩みが最大の悩みと思っている。相手がニコニコしていると悩んでいないと思う。神経症者は「かたち」でしかものを考えておらず、表面的にしか物事を見ていない。自分が相談しようとしている相手はあるいは現在の自分よりももっと大変な問題を抱えているかもしれない等ということは想像すらしない。相手の感情を無視し、相手に個人としての人格を認めない。「私にとって大切なもの」が「他人にとって必ずしも大切なもの」ではないことが理解できない。誰にも不必要に自分の恥部を打ち明けて話をする人はたいてい自己中心的である。打ち明けることで相手からの同情や保護を求めているためである。
- それにふさわしい努力をしないで、それを求める

自分のしてきたことを棚に上げて、要求だけはする。その要求が通らないと相手を酷い人だと恨み、或いは社会は不公平だと社会を恨む。現在の自分の悩みが今までの生き方の結果だと言うことを理解しない。そのため常に他人を責める。
- 復讐性

自分の理想像への強迫的執着がある。虚栄心が強く、現実の自分の実力、能力、適性を無視して、何としても「理想の自分」になろうとする。神経症者は何としても出世をしたいが、皆から尊敬されるものであれば、何でもよく、自分がそれを好きか嫌いかは問題ではない。そのため、神経症者は自分が何を好きか嫌いかが分からなくなってくる。虚しさを名誉やお金で埋めようとする。成功しても達成感、満足感がなく、幸せになれない。なんとかして自分を嘲笑したものを見返してやりたい、なんとかして親の失望を取り返したい、そうした感情が無意識の領域にある。「見返してやりたい」と努力する人は神経症で、自分の価値を信じて努力する人は心理的に健康な人と加藤諦三は説明している。